# 李衍 (天順進士)
李衍（1428年—？），字尚文，直隸真定府武強縣人，明朝政治人物。進士出身。

## 生平
順天府鄉試第一百二十七名。天順八年（1464年）甲申科會試第九十七名，殿試登進士第三甲第六十八名。

## 家族
曾祖李胡。祖父李士能。父亲李敬。